# Edward Peyron
Edward Wilhelm Peyron, född 18 augusti 1870 i Helsingborg, död 8 januari 1942 i Stockholm, var en svensk sjömilitär och turistpropagandist. Han var far till Lulli Svedin.
Edward Peyron var son till Knut Peyron. Efter genomgången sjökrigsskola blev han underlöjtnant vid flottan 1891 samt befordrades till kommendörkapten av andra graden 1914 och av första graden 1916. År 1925 beviljades han avsked och inträdde i reserven. Under subalternåren genomgick Peyron Krigshögskolan och Gymnastiska centralinstitutet. Han tjänstgjorde i flottans stab 1898–1902 och var kadettofficer och lärare vid Sjökrigsskolan 1902–1907. 1911–1914 var Peyron anförtrodd posten som marinattaché i London, där fadern tidigare innehaft samma befattning. Efter återkomsten till Sverige tjänstgjorde Peyron 1914–1918 vid Karlskrona örlogsstation, bland annat som adjutant hos stationsbefälhavaren och chef för skeppsgossekåren, samt 1918–1924 i Marinstaben som chef för mobiliseringsavdelningen. Bland Peyrons sjökommenderingar märks att han 1911–1914 var fartygschef på torpedkryssare, 1914–1917 på äldre pansarskepp och 1920–1921 på pansarkryssaren Fylgia under långresa. 
Åren 1925–1936 var Peyron verkställande direktör i Svenska trafikförbundet; i förbundets råd kvarstod han fram till sin död. Han representerade med stor framgång förbundet vid en rad kongresser, utställningar med mera, bland annat vid världsutställningen i Köln 1928 samt världsutställningarna i Chicago 1933 och Bryssel 1935. Peyrons sista stora uppgift var som generalkommissarie för den svenska avdelningen vid världsutställningen i Paris 1937. 1935 blev Peyron medlem av det då nybildade Kulturrådet. Rotaryrörelsen var ett annat av Peyrons intressen. Han var president i Stockholmsklubben 1935–1936 och guvernör för det svenska Rotarydistriktet 1938–1940. Peyron invaldes i örlogsmannasällskapet 1908 och i Krigsvetenskapsakademien 1920.